# Réponse climatique transitoire aux émissions cumulées de dioxyde de carbone
La réponse climatique transitoire aux émissions cumulées de carbone (TCRE) est le rapport de la variation moyenne de la température de surface à l'échelle mondiale par unité de dioxyde de carbone (CO2) émise. Comme le CO2 émis présente des durées de vie atmosphériques à des échelles de temps millénaires, cette réaction est conçue comme la quantité de changement de température globale par la quantité de dioxyde de carbone total dans l'atmosphère. En ce qui concerne les émissions cumulées de CO2 au fil du temps, on estime que la température globale varie linéairement, quelle que soit la façon dont on atteint le pic d'émissions de CO2. Cela signifie que, pour une quantité donnée d'émissions cumulées de CO2, on peut s'attendre à un changement de température globale connu (avec une certaine incertitude), et donc que le maintien du changement de température globale au-dessous des seuils spécifiques revient à limiter les émissions cumulées de CO2, autrement dit à un budget carbone.

## Calcul

### Formules
La réponse climatique transitoire aux émissions cumulées de dioxyde de carbone (TCRE) est le rapport du changement de température aux émissions cumulées (mesurées en dioxyde de carbone),,,[réf. incomplète],, c'est-à-dire le carbone net restant dans l'atmosphère après comptabilisation des sources et des puits de carbone pertinents. Le TCRE paramètre la sensibilité du climat aux émissions de carbone pour formuler une valeur correspondant au changement de température par billion de tonnes de carbone émises (TtC),. Ceci est représenté via la formule suivante de Matthews et al., 2009 : 
{\displaystyle TCRE=\bigtriangleup T/E_{T}=(\bigtriangleup T/\bigtriangleup C_{A})\times (\bigtriangleup C_{A}/E_{T})} 
où :
- ΔT = variation moyenne de la température mondiale (°C)
- ET = émissions cumulées de dioxyde de carbone (TtC)
- ΔCA = variation du carbone atmosphérique (TtC)

et 1 TtC = 3,7 TtCO2
Le TCRE peut également être défini non pas comme une réaction en température au dioxyde de carbone émis, mais comme une réaction en température au changement de forçage radiatif, selon Myhre et al., 2015 :
{\displaystyle TCRE=\bigtriangleup T/RF} 
où :
- RF = forçage radiatif (W / m2) mesuré au sommet de l'atmosphère.

Ici, le TCRE est utilisé pour évaluer l'effet du forçage radiatif sur le changement de température dans une analyse historique.

### Modélisation
Le TCRE est modélisé à l'aide de modèles climatiques qui simulent les émissions de carbone en augmentant les émissions de CO2 de 1 % par an par rapport aux niveaux préindustriels jusqu'à ce que la concentration de CO2 dans l'atmosphère soit doublée ou quadruplée,,,. Étant donné que ces expériences partent toutes de la même concentration atmosphérique initiale en CO2 (environ 285 ppm), le doublement et le quadruplement ont lieu à 70 et 140 ans respectivement. Les différents paramètres de modélisation du TCRE incluent le maintien constant des émissions de CO2 après avoir été multipliées par quatre, la modélisation des émissions négatives nettes après avoir été multipliées par deux ou par quatre, l'arrêt des émissions après avoir été multipliées par 2 et attendu 10 000 ans maximum ou en utilisant des scénarios RCP prolongés et en évaluant le changement de température par émissions cumulées à des concentrations élevées de CO2.

## Changement de la température

### Réponse globale
Le changement de température moyenne du globe est approximativement linéairement proportionnel aux émissions cumulées de dioxyde carbone,,,,,. Cela signifie que, pour une quantité donnée d'émissions de carbone, on peut s'attendre à une quantité correspondante de réchauffement climatique,,,. Les données des modèles synthétisées par le cinquième rapport d'évaluation du GIEC à partir des études disponibles suggèrent un TCRE probable de 0,8 à 2,5 °C par Tt_C (ou 1 000 Pg_C). Dans une étude, Matthews et al. (2018) estiment un TCRE de 0,8 à 2,4 °C par Tt_C et suggèrent une estimation fondée sur l'observation de 1,35 °C par Tt_C.
Le sixième rapport d'évaluation du GIEC produit une estimation probable du TCRE resserrée, entre 1 et 2,3 °C/TtC (soit 0,27 à 0,63 °C par tératonne de CO2),.

### Réponse régionale
Ce changement de température n’est pas uniforme dans le monde entier,,. Les calculs de Leduc et al. (2016) de la configuration géographique du changement de la température (le TCRE régional, ou RTCRE) montrent une valeur basse des variations de température dans les régions équatoriales et tropicales ainsi qu'une valeur élevée de variation de température supérieure à 4 °C / Tt_C dans l'Arctique. De même, ils montrent une différence prononcée de changement de température entre la terre et l'océan, qui résulte en grande partie du cycle de chaleur de l'océan,,.

#### Réponse des précipitations régionales
Contrairement au réchauffement régional, le changement des précipitations régionales en fonction des émissions cumulées est positif ou négatif, selon les régions. Partanen et al. (2017) font état d'une forte augmentation des précipitations dans l'Arctique et de précipitations réduites dans certaines parties de l'Afrique australe, de l'Australie, de l'Amérique du Nord et du Sud.

## Budget carbone
Les TCRE et RTCRE linéaires observés et calculés conduisent à la notion de budget carbone,,,. Un budget carbone est la quantité cumulée de CO2 émis par les activités humaines qui conduit à une limite fixée du réchauffement climatique,,,. Le GIEC estime en 2013 un budget carbone de CO2 pour une chance sur deux de rester en dessous de 2 °C à 1 210 PgC (ou 1,21 TtC). En tenant compte des 515 PgC de CO2 émis entre 1870 et 2011, cela ne laisse qu'un budget carbone de 695 PgC pour le CO2.